# Assedio di Costantinopoli (1411)
L'assedio di Costantinopoli del 1411 avvenne durante la guerra civile ottomana nota come interregno ottomano (20 luglio 1402 - 5 luglio 1413), quando il caos regnò nell'Impero ottomano in seguito alla sconfitta del sultano Bayezid I da parte del signore della guerra dell'centro-asiatico Tamerlano. Sebbene Mehmed Çelebi fosse stato confermato sultano da Tamerlano dopo la battaglia di Ancyra, i suoi fratelli İsa Çelebi, Musa Çelebi, Süleyman Çelebi e, successivamente, Mustafa Çelebi, si rifiutarono di riconoscere la sua autorità, rivendicando ciascuno il trono per sé. Il risultato fu una guerra civile. L'interregno durò fino alla battaglia di Camurlu il 5 luglio 1413, quando Mehmed Çelebi emerse come il vincitore dal conflitto, si incoronò sultano Mehmed I e riportò la pace nell'impero.

## Sfondo
Prima della battaglia di Angyra, l'Impero bizantino fu una mera pedina di forze esterne per diversi decenni, ma dopo la sconfitta degli Ottomani da parte di Tamerlano, l'Impero, per un breve periodo, divenne un attore della politica interna e degli intrighi ottomani. Il sultano Bayezid conquistò molti territori in Europa e minacciò Costantinopoli da tutte le direzioni.

## Assedio
L'imperatore bizantino Manuele II Paleologo sostenne Süleyman come pretendente al trono ottomano. Firmarono il trattato di Gallipoli con il reggente bizantino Giovanni VII Paleologo nel 1403, poiché all'epoca l'imperatore Manuele II Paleologo stava viaggiando nell'Europa occidentale. Con questo trattato, Süleyman cedette alcuni territori lungo la costa di Marmara, così come la principale città di Salonicco all'Impero bizantino in cambio del sostegno bizantino durante l'interregno e si dichiarò sultano dell'impero a Edirne, la capitale in Rumelia dell'Impero ottomano. Dalle prove presentate sopra, si può capire che il rapporto tra l'Impero bizantino e gli Ottomani aumentò sensibilmente e contemporaneamente.
Nonostante avesse sconfitto suo fratello e rivale per il trono ottomano, Musa, nella battaglia di Kosmidion nel giugno 1410, la popolarità di Süleyman diminuì, tanto che quando Musa tornò per vendicare la sua sconfitta durante l'anno successivo, i sostenitori di Süleyman passarono a Musa. Süleyman fu catturato mentre tentava di fuggire nei territori bizantini e fu ucciso dagli abitanti del villaggio il 18 febbraio 1411. Musa si ritrovò co-sultano della parte europea dell'impero. Musa allora si vendicò contro tutti coloro che si erano alleati con Süleyman, incluso Manuele II, ponendo l'assedio a Costantinopoli nel 1411. Manuele II si rivolse a Mehmet per il sostegno, il quale tradì Musa e stabilì una nuova alleanza tra lui e i bizantini contro Musa. L'assedio fu revocato durante lo stesso anno. Si può ritenere che gli Ottomani, precedentemente una tribù turca, non preferissero i lunghi assedi.
Nella battaglia di İnceğiz, le forze di Mehmet si scontrarono con quelle di Musa, ma furono sconfitte. Nel 1413, Mehmet ottenne il sostegno del monarca serbo Stefan Lazarević e del bey dei Dulkadiridi turchi, nonché di alcuni generali dell'esercito di Musa. Sconfisse le forze di Musa nella battaglia di Çamurlu vicino Samokov, in Bulgaria. Ferito e cercando di scappare, Musa fu avvistato e ucciso il 5 luglio 1413.